# 単意論
単意論（たんいろん、ギリシア語: Μονοθελητισμός, 英語: Monothelitism）もしくは単意説（たんいせつ）とは、キリストの人格にはただ1つの意志があるのみとする説。

## 内容・経緯
7世紀頃に起こった。単性論者から、両性論者と単性論者の双方が納得するものを企図して出されたものが、帝国の統一維持を志向する東ローマ帝国の帝権の要請に合致したという背景があった。当初、624年には同様の意図を以て、キリストに神人両性を認めつつも唯一つの行動様式（ギリシア語: ενέργεια）を認めるという説が出されたが、エルサレム総主教ソフロニオスが強く反対した。
ローマ教皇ホノリウス1世の回答と、コンスタンディヌーポリ総主教セルギオス1世の起草になるエクテシス（「信仰宣言」の意）では、行動様式の語は禁止され、キリストに単一の意志（ギリシア語: θέλημα）の存在を告白していた。これが単意論の主要文献となり、これ以降、行動様式（ενέργεια）ではなく意志（θέλημα）の語彙が使われるようになった（"Μονοθελητισμός"の後半部分は"θέλημα"に由来する）。
単意論を追認した地方公会もあったが、641年にローマで開かれた公会議、および649年のラテラン公会議では単意論は異端とされた。681年の第3コンスタンティノポリス公会議（第六全地公会）で単意論が異端とされた事で、単意論を巡る論争は終結した。コンスタンディヌーポリ総主教セルギオス1世とローマ教皇ホノリウス1世は、共に公会議で断罪された。
単意論に対して反駁した著名な聖人として、ソフロニオスのほか、表信者（証聖者）マクシモス、ローマ教皇マルティヌス1世がいる。両者とも皇帝コンスタンス2世から弾圧を受け、聖マクシモスは舌と右手を切断されて流刑、聖マルティヌスも流刑に処された。